# Enges
Enges is een gemeente en plaats in het Zwitserse kanton Neuchâtel en maakte deel uit van het district Neuchâtel tot op 31 december 2017 de districten van Neuchâtel werden afgeschaft.
Enges telt 297 inwoners.